# Sierra Mágina
Sierra Mágina es un macizo montañoso del sistema subbético situado en la provincia de Jaén, en Andalucía (España). Es el macizo más alto de dicha provincia y su estribación sur, Sierra de Lucena, se encuentra en la provincia de Granada.  Pertenece junto al macizo de Cabra, en la provincia de Córdoba, a la unidad subbética externa de la cordillera Bética.
Está formada por un núcleo principal que supera los dos mil metros: 2167 m del Pico Mágina (techo de la provincia), Peña de Jaén (2147 m), Cerro Cárceles (2061 m), Pico Almadén (2036m), Cerro Ponce (2006m) y Miramundos (2077 m). y estribaciones separadas en mayor o menor medida del núcleo principal como Sierra Lucena (Alta Coloma 1696 m), Sierra de Santerga (Santerga 1394 m) y Sierra Cruzada (Cerro del Buitre 1433 m).
Sobresalen algunas cumbres como islas en el mar de olivos de la campiña como son Aznaitín (1745m) y La Golondrina (1235 m). 
El núcleo de la sierra se encuentra bajo la protección de parque natural como parque natural de Sierra Mágina.

## Situación
Se encuentra superpuesta sobre la cordillera Prebética.
Sus límites son el valle del Guadalquivir al norte, al este por el río Guadiana Menor y al sur por el río Guadahortuna y al oeste por el río Guadalbullón.

## Estribaciones de Sierra Mágina
Además de Sierra Lucena (Alta Coloma 1696 m), Sierra de Santerga (Santerga 1394 m) y Sierra Cruzada (Cerro del Buitre 1433 m) se encuentran las siguientes estribaciones: Sierra de Larra (Picones 1144 m), Sierra de las Cabras (Moro 664 m), Serrezuela de Bedmar (Alto de la Sierra 1342 m), Serrezuela de Jódar (Cuevas del Aire 1433 m) y Sierra Peña del Águila (Morrón 1540 m), Cerro Hernando 936 m, Las Altarillas 1607 m Cerro Cabeza Montosa 1253 m y Peña del Cambrón 1193 mm.
La Junta de Andalucía tiene catalogado el Lugar de Interés Común (LIC) Estribaciones de Sierra Mágina que incluye los enclaves de la sierra en torno al macizo principal y en torno al parque natural de Sierra Mágina en la provincia de Jaén.

## Ecosistemas

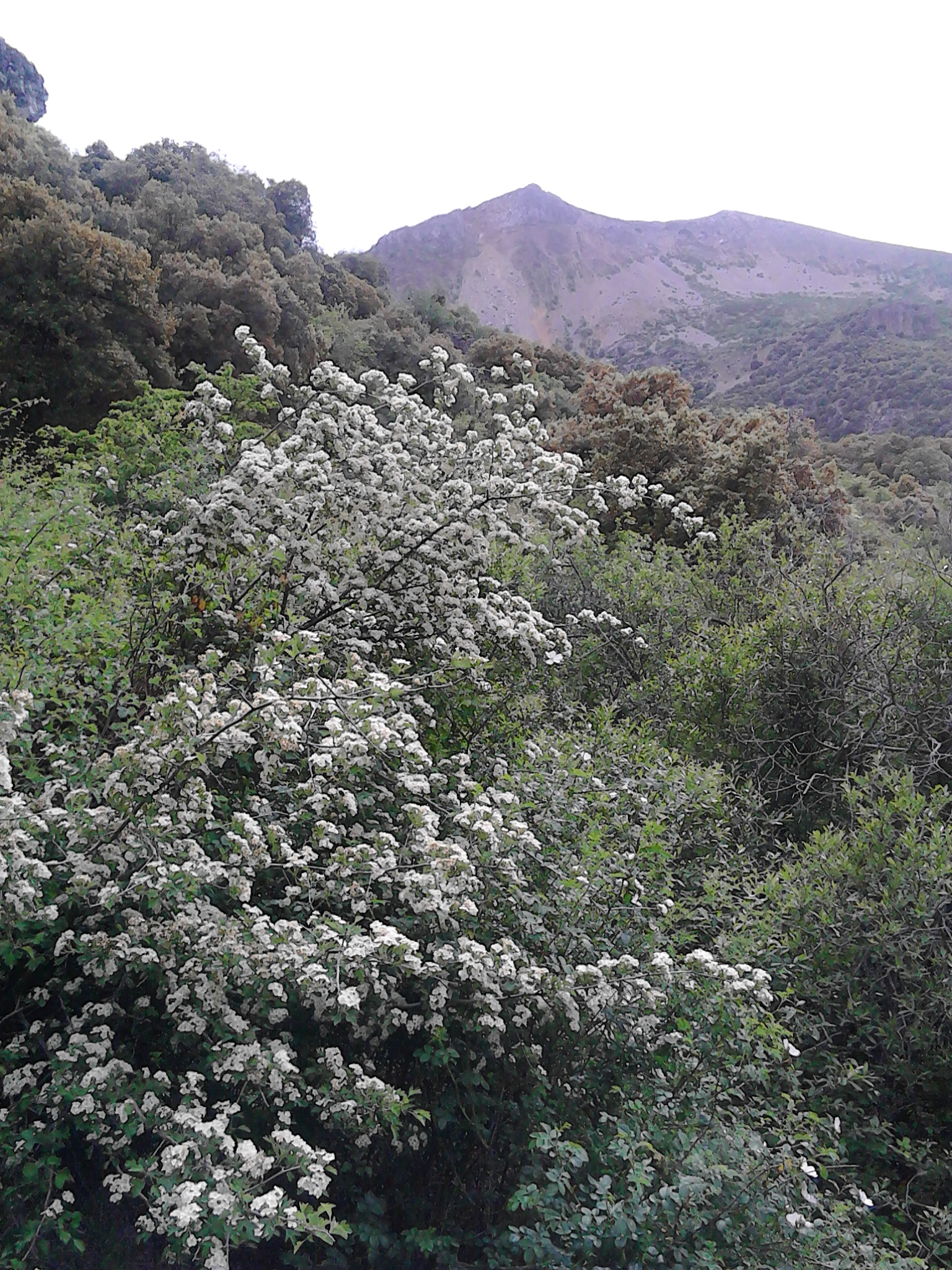
Espino albar en floración en Sierra Mágina.

Los pisos bioclimáticos más extendidos son el mesomediterráneo y supramediterráneo con ombroclimas seco-subhúmedo; en ellos son frecuentes los encinares, entremezclados con sus etapas de sustitución (coscojales, retamales, romerales, tomillares, etc.). De gran importancia ecológica son los quejigales y sabinares de "sabina mora" (Juniperus phoenicea), por constituir unos ecosistemas raros y singulares
El piso oromediterráneo, se extiende por encima de los 1800 metros de altitud y en él son frecuentes las formaciones de "pino salgareño" (Pinus nigra subsp. clusiana) con "sabinas y enebros rastreros" que, junto a los piornales, constituyen los ecosistemas propios de la alta montaña mediterránea.
El más singular es el lindante con el valle del Guadiana Menor, donde las escasas precipitaciones, la orografía del terreno y la erosión han formado un desierto cuyos árboles son matorrales y pinares, además hay muchos más ecosistemas.
Las especies vegetales que habitan en los ecosistemas de la comarca son los matorrales bajos: tomillo, lentisco... Los ecosistemas varían desde el mesomediterráneo hasta el supramediterráneo o el oromediterráneo.

## Flora
Tiene una numerosa flora debido a los diferentes pisos bioclimáticos, la orientación de la ladera y la altura del macizo que resulta en una mayor humedad en la cara oeste. Conforme se asciende se pasa de los cultivos de olivar, cerezos y almendros entremezclados con monte a la zona de las encinas y el sotobosque de genistas y coscojas así como arbustos como la cornicabra, la jara y pinos carrascos propios de los paisajes mediterráneos. En zonas de ribera se encuentran chopos y fresnos y adelfares, descatando el adelfal de Cuadros. A más altura encontramos especies de quejigos y arces. En las partes altas se da el pino salgareño y en las cumbres matorrales de piornos y rascaviejas así como sabinas rastreras. Además, en zonas semiáridas se dan los espartales o atochares.  
En la sierra se dan endemismos, especies que se dan o solamente en esta sierra o en un ámbito geográfico muy reducido. En concreto, hay más de 40 endemismos subbéticos. La existencia del parque natural de Sierra Mágina da garantías de la conservación del patrimonio genético. El alfeñique andaluz que enraíza prácticamente sobre las rocas es exclusivo de las sierras de Andalucía y el norte de África. Entre las rocas se encuentran también la pimpinela de roca, el anteojos, oreja de rata, té de roca y pajaritos que son endemismos de las sierras calizas subbéticas. Destacan sobre los endemismos subbéticos la violeta de Cazorla (Viola cazorlensis) y Lithodora nitida.
En los canchales o ríos de piedra, se observan los endemismos exclusivos de Sierra Mágina que son Jurinea fontqueri y Vicia glauca subsp. giennensis, endemismos de la Sierra de Mágina. El Monumento Natural del Pinar de Cánava lo constituye un pequeño bosque de pinos carrascos centenarios y de tamaño excepcional.

## Fauna

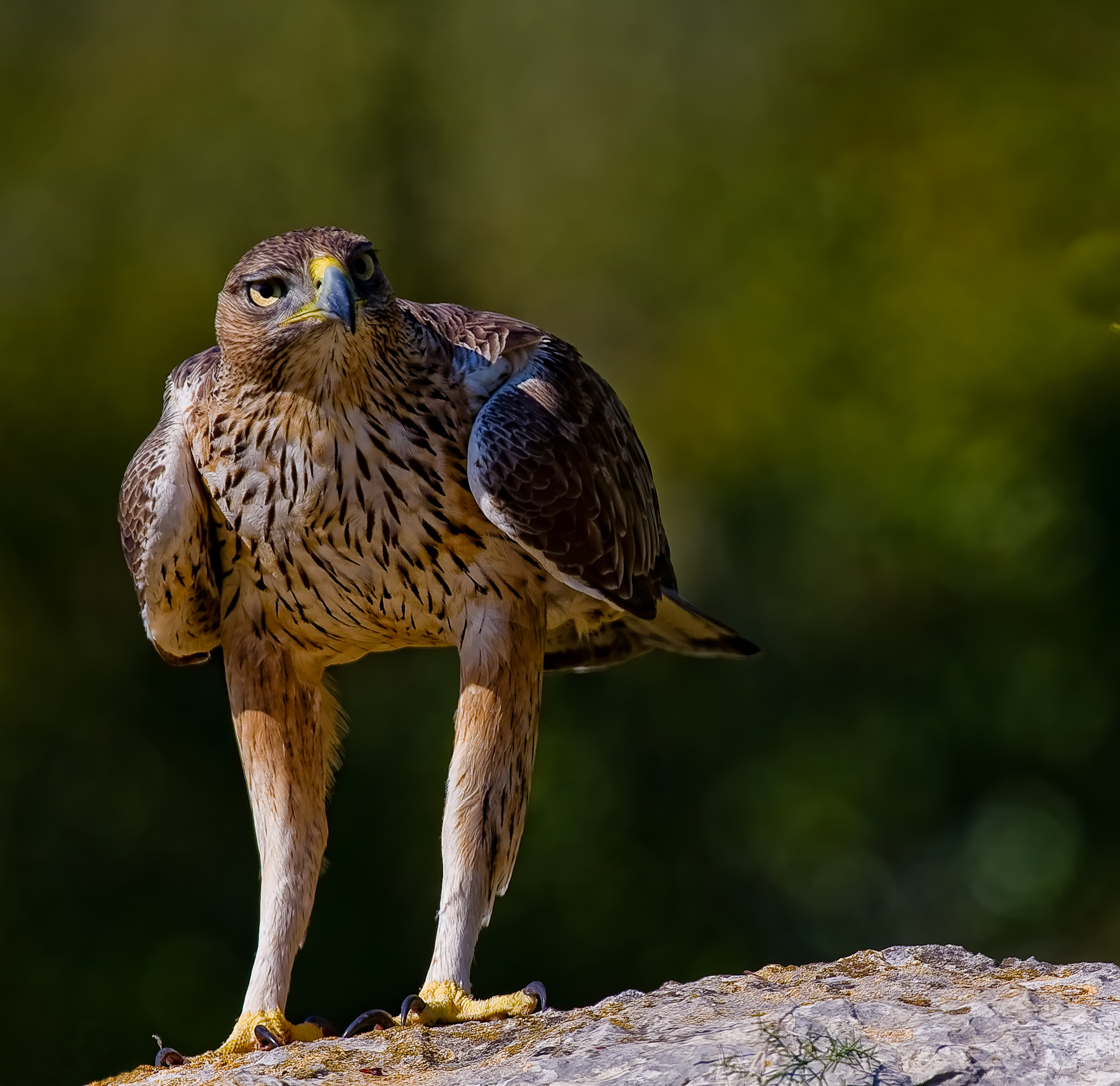
Águila perdicera.

Se dan las especies propias de los diferentes pisos bioclimáticos y del monte mediterráneo como jabalíes, garduñas o zorros y aves como mirlos, pinzones, carboneros y herrerillos. En las cumbres se observan collalbas, colirrojos, y roquedos solitarios. Se trata de una zona de paso migratorio de aves catalogada como zona ZEPA siendo el halcón abejero el más numeroso durante las migraciones de primavera y otoño. En las zonas húmedas se encuentran cuatro especies de sapos (partero bético, pintojo meridional, común y corredor), rana común y dos especies de tritones (gallipato y pigmeo que es exclusivo de la península ibérica). En los espartales se cobijan liebres y conejos así como aves como la cogujada, terrera, aguilucho cenizo y ganga ortega, en peligro de extinción en la provincia de Jaén.
La sierra es el hábitat de ejemplares de singular importancia como la cabra montés sobre todo en el entorno del cerro Aznaitín y de rapaces como el águila real o el águila perdicera, que está catalogada como especie vulnerable en Andalucía.

## Clima
La pluviometría media es de 500 mm/ año y en la zona central de la sierra es de hasta 900 mm anuales. La mayor sequía de la zona este de la sierra se debe al efecto föhn que ejercen las cumbres sobre los frentes que proceden por el oeste del Océano Atlántico.

## Geología
La sierra es principalmente caliza por lo que es muy sensible a la acción erosiva del agua, conocida como erosión kárstica. El resultado son profundos arañazos en la roca, simas, cuevas y galerías subterráneas. El agua de lluvia se infiltra en el terreno de tal manera que se dan multitud de galerías, pozos y salas que se interconectan entre sí y que resultan en nacimientos y fuentes allí donde hay roca arcillosa impermeable que no permite que el agua descienda más. 
Se observan canchales o ríos de piedras originados por la fragmentación de las calizas por la acción del hielo (gelifracción). Al estar las piedras sobre un sustrato de arcilla éstas han ido siendo arrastradas ladera abajo por la acción de las lluvias. En las inmediaciones del Pico Miramundos se observa un campo de dolinas, depresiones en forma de embudo, y lapiaces muy desarrollados con crestas muy agudas. En el Pico Jaén se observa un cortado de pendiente muy pronunciada y grandes bloques de roca caliza fracturada acumulada en el fondo del valle originados por la erosión periglaciar. 
Se dan cuatro LIG (Lugar de Interés Geológico ) o Georecursos. El pliegue jurásico o glacis de Cuadros, en el que el agua sólo ha erosionado un valle encajado dejando al descubierto la cara interna del plegamiento en ambos lados. También lo son los estratos verticales de La Golondrina, el karst, dolinas y estructuras tectónicas de las cumbres de la sierra como pico Mágina y Aznaitín el nacimiento del río Oviedo y el nacimiento de Fuenmayor.
También son áreas de interés geológico los manantiales del Sistillo, Fresneda del Moro, del Prado, de los Pocinos y las fuentes de Peña Blanca. Además se puede  observar los deslizamientos de terrenos de Peña Blanca y el Saladillo. Es interesante asimismo el barranco Atanor con fallas, pliegues y cabalgamientos y los barrancos de Sierra Mágina, con estratigrafías de materiales, estructuras sedimentarias y fósiles. Asimismo señalar la gruta de la Caldera del Tío Lobo en la vertiente oriental del Cerro Monteagudo.

## Áreas protegidas

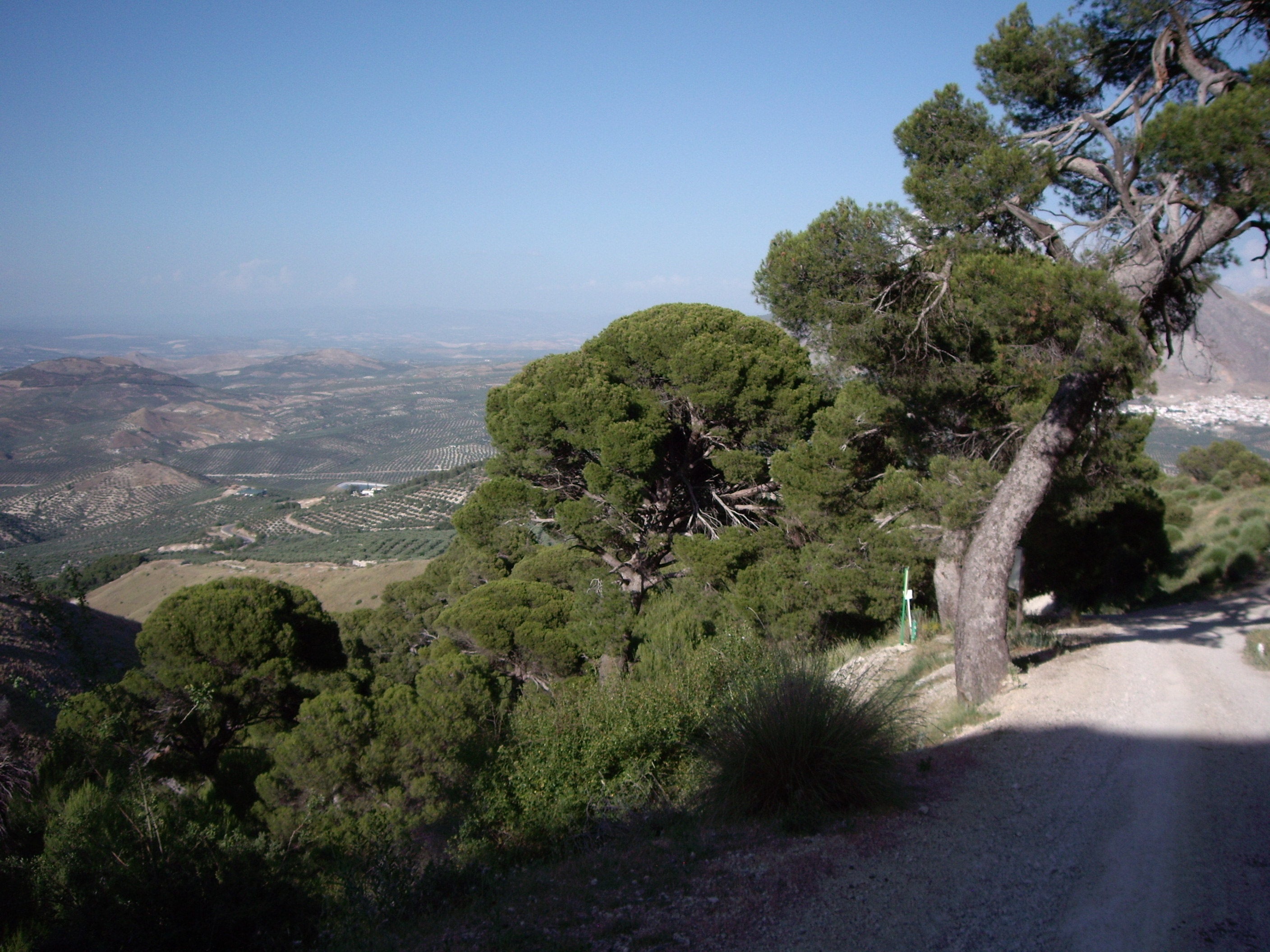
Pinar de Cánava, Sierra Mágina.

Parque natural de Sierra Mágina, que además está declarado ZEPA (Zona de Especial Protección para las Aves) y LIC (Lugares de Importancia Comunitaria). También goza de protección el Monumento Natural Pinar de Cánavas. Sierra Mágina es ZEC (Zona de Especial Conservación).

## Presencia humana
El macizo de Sierra Mágina ha sido empleado tradicionalmente para la ganadería extensiva y sus montes se han empleado para la obtención de leña y carbón vegetal y roturado para la obtención de pastos trashumantes y trastermitances y tierras de cultivo tradicional como el esparto. Es notable, asimismo, la fuerte presión del entorno humano sobre la biodiversidad de la Sierra de Mágina ya que este aparece como una isla rodeada de tierras de cultivo.  La actividad humana es, sin duda también, responsable de la fuerte alteración de la cubierta vegetal que ofrecen las de algunas zonas de Sierra Mágina.